# Росс и Кромарти

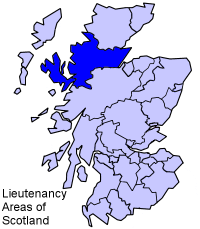
Росс и Кромарти на карте Шотландии

Росс и Кромарти — историческая область на севере горной части Шотландии, Великобритания, имеющая выход к Атлантическому океану и Северному морю и включавшая в себя часть острова Льюиса и Харриса из группы Гебридских островов. Включает территории исторических графств Россшир и Кроматшир, ныне определяется как «наместничество» (англ. lieutenancy area). Площадь территории разными источниками определяется равной 5173 или 7971 кв.км. Население по состоянию на 2001 год насчитывало 49967 человек (при этом в 1891 году составляло 78727 человек).
Территория была заселена в глубокой древности, к первым векам н. э. здесь проживали пикты. В VII—XII веках территория находилась под контролем Норвегии, затем королевства Шотландии, хотя окончательно сопротивление гэльских вождей было сломлено лишь к XV веку. В XVI—XVIII веках территория стала ареной противостояния между различными шотландскими кланами, дважды имели место относительно крупные сражения (в 1650 и 1719 годах). Графство Россшир возникло в 1661 году, Кромартшир — в 1698 году. В XVIII веке начался приток населения с равнин, которому власти разрешили приобретать здесь земельные участки для создания овцеводческих ферм, что сопровождалось выселением со своих наделов тысяч мелких фермеров-гэлов. Объединение графств в административный округ произошло в 1889 году, тогда как название «Росс и Кромарти» появилось ещё в 1832 году, когда на территории был образован одноимённый избирательный парламентский округ, просуществовавший до 1983 года. В 1975 году от Росс и Кромарти были отделены Внешние Гебридские острова; в 1996 году округ был ликвидирован, и ныне территория входит в состав Хайленда.
Берега области сильно изрезаны. Гранит и сланец образуют северную и центральную её части. Росс и Кромарти расположена в центре гористой местности (здесь находится одна из старейших скальных систем Европы); много торфяных болот и озер, вдоль берегов которых лежат плодородные земли. В некоторых местах возделывается пшеница, но большую часть сельскохозяйственных земель занимают пастбища для овец и крупного рогатого скота. Население, помимо овцеводства и земледелия, занято в сфере рыболовства и рыбной промышленности (масштабы которой, однако, сокращаются с XIX века), а с конца XX века и в туристическом секторе. Относительно крупные города — Дингуолл, Тэйн и Кромарти.